# Joan Enric de Moràvia
Joan Enric de Luxemburg o Joan Enric de Moràvia (txec: Jan Jindrich, alemany Johann Heinrich, nascut a Melnik el 12 de febrer de 1322 - mort el 12 de novembre de 1375), fou comte de Tirol (1335-1341) i marcgravi de Moràvia des de 1349 fins a la seva mort.
Era fill (el tercer fill supervivent) del rei Joan de Bohèmia de la casa de Luxemburg i la reina Isabel de Bohèmia. Per tant, Joan Henry era el germà menor de l'emperador Carles IV.
El seu pare Joan havia intentat reconciliar-se amb el seu ex rival Enric de Gorízia-Tirol, duc de Carintia i comte de Tirol, a qui havia deposat com a rei de Bohèmia el 1310. El 1327 el seu fill, Joan Enric, i la filla d'Enric, Margarida de Tirol (després coneguda com a Margarida Maultasch), es van prometre. Enric no tenia hereus mascles i Joan el Cec rei de Bohèmia espera heretar augmentant de manera considerable les terres dels Luxemburg. Joan Enric i Margarida es van casar el 16 de setembre de 1330 a Innsbruck. No obstant això, l'emperador Lluís IV el mateix any en secret va prometre el ducat de Caríntia incloent la Marca de Carniola i gran part del Tirol als ducs Albert II i Oto I l'Alegre, de la casa d'Habsburg.

Escut de Joan Enric de Moràvia

Així, després de la mort d'Enric de Gorízia-Tirol el 1335, l'emperador Lluís IV va donar Caríntia i Tirol del Sud incloent la senyoria de Trent i Brixen, als ducs d'Habsburg, que alegaven els drets de la seva mare Elisabet de Gorízia-Tirol, germana del difunt Enric. El rei Joan el Cec, davant la privació d'aquestos feus al seu fill (menor d'edat), va posar fi a les seves disputes amb Casimir III de Polònia i va fer campanya contra els ducs austríacs. Un acord de pau es va concloure finalment a la ciutat d'Enns el 9 d'octubre de 1336, pel qual Joan el Cec renunciava a Caríntia i Carniola, mentre que la seva dona Margarida i Joan Enric podrien heretar el comtat de Tirol.
Carles IV, va actuar com a regent del seu jove germà (14 anys). Joan Enric aviat va entrar en conflicte amb la noblesa tirolesa. A més a més entre Joan Enric i Margarida s'havia desenvolupat segons es diu, una forta aversió uns de l'altre. Margarida finalment va prendre el lideratge de la insurgència en contra del seu marit, quan li va negar l'accés al castell de Tirol l'1 de novembre de 1341. Joan Enric va fugir a l'estat patriarcal d'Aquileia, mentre que la seva dona va dir que el seu matrimoni no havia estat consumat. Margarida va ser recolzada per l'emperador Lluís IV, que tenia plans per assegurar l'herència tirolesa per a la casa de Wittelsbach. Els estudiosos Marsili de Pàdua i Guillem d'Ockham, que li eren favorables, van emetre una opinió indicant que el matrimoni no era vàlid. En 1342, Margarida va prendre possessió de la seva herència del Tirol junt amb el seu nou marit al costat, el fill de l'emperador i marcgravi de Brandenburg Lluís I, futur duc de Baviera Lluís V.
Humiliat, Joan Enric va tornar a Bohèmia. Després del seu matrimoni es va divorciar definitivament d'acord amb el dret canònic el 1349, i es va casar amb Margarida d'Opava, filla de Nicolau II, duc d'Opava o Troppau. Carles IV li va donar la Marca de Moràvia com herència. Aquest matrimoni va tenir diversos fills (cap dels quals no obstant va tenir fills que sobrevisquessin, per la qual cosa la branca de Joan Enric es va extingir el 1411). El major fou Jobst marcgrave de Moràvia, l'elector de Brandenburg de 1388 en endavant, que el 1410 es va convertir en rei electe dels Romans, però va ser en realitat un anti-rei.
Després de Margarida de Troppau, que va morir el 1363, Joan Enric es va casar amb Margarida d'Àustria, filla del duc Albert II d'Àustria i vídua del fill de Margarida Maultasch, el jove Meinard III de Gorizia-Tirol. El regnat de Joan Enric va ser un període de prosperitat a Moràvia. Està enterrat a l'abadia de Sant Tomàs a Brno.

## Matrimoni i fills
El 16 de setembre de 1330 va contreure matrimoni amb Margarida de Tirol, filla d'Enrique de Gorízia-Tirol. El matrimoni sense fills es va dissoldre el 1341 per decisió de Lluís I de Brandenburg (després Lluís V de Baviera. El divorci pel dret canònic fou el 1349.
El 1349 Joan Enric es va casar amb Margarida de Troppau (1330-1363), filla del duc Nicolau II. Aquesta parella va tenir fills:
- Jobst de Moràvia (1351-1411), marcgravi de Moràvia, marcgravi de Brandenburg i rei del Romans.
- Catalina (1352-1378) casada el 1372 amb el duc Enric de Falkenberg († 1382)
- Prokop de Moràvia (al voltant de 1355-1405), marcgravi de Moràvia
- Joan Sobieslau, bisbe de Litomyšl, Patriarca d'Aquileia
- Elisabet (després de 1355-1400), casada el 1366 amb Guillem, marcgravi de Meissen (1343-1407)
- Anna († abans de 1405), es va casar amb Pere de Sternberg († 1380), fill del governador provincial de Moràvia Esteve de Sternberg/Stepan von Sternberg i de Caterina /Catalina de Krawarn

Després de la mort de la seva segona esposa, Joan Enric en va casar el 26 de febrer de 1364 amb Margarida d'Àustria (1346-1366), filla d'Albert II d'Àustria, vídua de Meinard III de Gorízia-Tirol (fill de la primera esposa de Joan Enric, Margarida de Tirol, però del segon matrimoni d'aquesta amb Lluís I de Brandenburg; és a dir, Joan Enric es va casar amb la mora vídua de la seva ex-dona).
La quarta esposa de Joan Enric va ser Elisabet, filla del comte Albert d'Oettingen, amb qui es va casar el 1366 o 1367 poc abans de morir, i que va fundar la Cartoixa Královo Pole (camp Reial) a Brno.
Joan Enric va tenir un fill il·legítim, nascut el 1345, de nom Joan, que va ser prebost de Vysehrad.